# Lantsuta
Lantsuta — українське видавництво коміксів, розташоване в місті Кам'янське, засноване у 2019 році сестрами Ланцута. Видавництво видає власні комікси та ліцензовані переклади іноземних серій.
У 2022 році отримали мікрогрант за програмою «єРобота». У 2023 році отримали відзнаку за 4 випуск з авторської серії коміксів «Група Фаетон. Фортунці».